# Gerhard Lenz (Journalist)
Gerhard Lenz (* 5. Oktober 1929 in Berlin; † 27. Juli 2010 ebenda) war ein deutscher Journalist, Hörfunkmoderator, Sportreporter und Fernsehmoderator.

## Leben
Gerhard Lenz begann seine berufliche Laufbahn bei der in Ostberlin erscheinenden Berliner Zeitung und im Sportressort der Westberliner „nacht-depesche“ als Volontär und Redakteur. 1959 wechselte er als Zeitfunk- und Sportreporter zum Sender Freies Berlin (SFB). Bekannt wurde Gerhard Lenz durch seine Moderationen der Berliner Abendschau von 1967 bis 1992. Er war außerdem seit dem 1. März 1970 Mitglied des Deutschen Journalistenverbandes Berlin e. V. Gerhard Lenz hat eine gemeinsame Tochter mit der Berliner Tanzlehrerin Monika Keller. Er verstarb, nach Angaben des Abendschau-Moderators Sascha Hingst, an den Spätfolgen einer Operation.